# Trichardis cribrata
Trichardis cribrata är en tvåvingeart som först beskrevs av Friedrich Hermann Loew 1858.  Trichardis cribrata ingår i släktet Trichardis och familjen rovflugor. Inga underarter finns listade i Catalogue of Life.